# ヤス溝
ヤス溝（ヤスこう、英: Yasu Sulci）は、海王星の衛星トリトンのほぼ赤道に位置する溝。
全長は数百km程度であろうと推定されている。名前は日本の野洲川に由来する。